# Iphiaulax collaris
Iphiaulax collaris är en stekelart som beskrevs av Szepligeti 1914. Iphiaulax collaris ingår i släktet Iphiaulax och familjen bracksteklar. Inga underarter finns listade i Catalogue of Life.